# TN VT1–4
Die Triebwagen TN 1–4 der Tecklenburger Nordbahn (TN) wurden 1934 von der Waggonfabrik Uerdingen gebaut. Sie waren in Leichtbauweise hergestellte Fahrzeuge.

## Geschichte

### Tecklenburger Nordbahn VT1–4
1934 erhielt die Tecklenburger Nordbahn vier fabrikneue vierachsige Triebwagen von der Waggonfabrik Uerdingen. Die sehr modern gestalteten Fahrzeuge waren rot/creme lackiert, besaßen 60 Sitzplätze der 3. Klasse und waren für den Beiwagenbetrieb vorgesehen. Dafür hatten sie Stirnseiten mit Übergangstüren.
Der letztgebaute Wagen der Serie,  Nr. 4, wurde bei einem Luftangriff im Zweiten Weltkrieg schwer beschädigt und diente fortan als Ersatzteilspender.
Die Triebwagen 1 und 3 erhielten 1951 neue Motoren. 1958 wurden sie modernisiert. Dabei entfielen die Dachkühler. Stattdessen wurde auf der Maschinenseite ein tief liegender Kühlergrill eingebaut sowie die Stirnfront umgestaltet, die nur noch zwei Fenster ohne Übergangstür enthielt. Triebwagen 2 wurde nicht umgebaut.
1962 wurde der Triebwagen 1 an die Buxtehude-Harsefelder Eisenbahn verkauft, wo er die Nummer T 176 bekam. Die verbliebenen Fahrzeuge taten bis 1968 Dienst und wurden danach ausgemustert und verschrottet.

### BHE T 176
Die Buxtehude-Harsefelder Eisenbahn kaufte den Triebwagen 1 als Ersatz für den bei einem Unfall zerstörten BHE T 160. Für den gewünschten Einsatz als Schlepptriebwagen erwies sich die Motorisierung aber als zu gering.
Der Triebwagen blieb bei der BHE bis 1965, als er an einem mit Blinklicht gesicherten Übergang mit einem Lastkraftwagen kollidierte, der die Vorfahrt erzwingen wollte. Daraufhin wurde er im Herbst desselben Jahres zerlegt und in Einzelteilen als Schrott verkauft.

## Konstruktive Merkmale
Die Triebwagen waren die ersten mit selbsttragenden Karosserie, besaßen jedoch keine gesickten Seitenwände. Durch die wesentlich verringert ausgeführten Fenstertaschen konnten Rostschäden durch Regenwasser vermieden werden. Diese Konstruktionsgrundsätze wurden erst nach dem Zweiten Weltkrieg allgemeine Praxis. Sie besaßen an den Stirnseiten Übergangstüren für den Übergang für das Personal in den Beiwagen. Die Drehgestelle waren unterschiedlich gestaltet, das Triebdrehgestell war länger als das Laufdrehgestell.
Ausgerüstet war die Triebwagen mit einer dieselmechanischen Antriebsanlage; der Motor war von KHD und leistete ursprünglich 135 PS. Zur Leistungsübertragung wurde das TAG-Getriebe verwendet. 1951 erhielten die Triebwagen 1 und 3 neue Motoren vom selben Hersteller mit geringfügig größerer Leistung. 1958 wurden bei diesen beiden Fahrzeugen die Dachkühler entfernt und stattdessen auf der Antriebsseite ein tiefliegender Kühlergrill in der Stirnseite eingebaut. Zudem wurden die Übergangstüren entfernt und an den Stirnseiten zwei in der Höhe kleinere, gummigefasste Fenster eingebaut. Die neuen Seitenfenster waren abgerundeter und mit Oberlichtöffnungen versehen.